# Mathias Posch
Mathias Posch (* 24. Juli 1999) ist ein österreichischer ehemaliger Sportkletterer. Bei den Europaspielen 2023 in Tarnów in Polen gewann er die Bronzemedaille im Vorstieg.

## Leben
Mathias Posch stammt aus Imst und trainiert in Innsbruck. Er ist Sportler des Heeresleistungssportzentrums (HLSZ) Innsbruck des Österreichischen Bundesheers.
Bei den Österreichischen Staatsmeisterschaften wurde er 2021 hinter Jakob Schubert und 2022 hinter Georg Parma jeweils Zweiter. 2022 nahm er für Österreich an den European Championships in München sowie an den World Games in Birmingham teil. Bei den Europaspielen 2023 in Tarnów in Polen gewann er die Bronzemedaille im Vorstieg. Zunächst war Posch als Zweiter und nach einem Einspruch vorübergehend als Vierter gewertet worden.
Im Februar 2024 wurde das Ende der Profikarriere bekanntgegeben.

## Erfolge (Auswahl)
- 2020: Weltcup Briançon – 6. Platz[1][4]
- 2021: Weltcup Briançon – 13. Platz[1][4]
- 2021 und 2022 Österreichischer Staatsmeisterschaften – 2. Platz[1]
- 2022: World Games 2022 – 9. Platz[4]
- 2023: Europaspiele – Bronze im Vorstieg[3]